# بياتريس سيديرمارك
بياتريس سيديرمارك (بالسويدية: Beatrice Cedermark)‏ مواليد 12 فبراير 1993 في السويد، هي لاعبة كرة مضرب سويدية. أعلى تصنيف لها في الفردي كان 612. أعلى تصنيف لها في الزوجي كان 716.

## النهائيات

### الفردي (0–2)
| الحصيلة | الرقم | التاريخ       | الدورة         | الأرضية | المنافس        | النتيجة  |
| ------- | ----- | ------------- | -------------- | ------- | -------------- | -------- |
| الوصافة | 1.    | 7 فبراير 2011 | أنطاليا، تركيا | ترابية  | كارولينا بيلوت | 5–7, 0–6 |
| الوصافة | 2.    | 21 مايو 2012  | إزمير، تركيا   | صلبة    | باشاك إرايدن   | 0–6, 1–6 |

## روابط خارجية
- بياتريس سيديرمارك على موقع رابطة محترفات التنس (الإنجليزية)
- بياتريس سيديرمارك على موقع الاتحاد الدولي لكرة المضرب (الإنجليزية)